# تیدوورث
latitudeتیدوورثlongitudeتیدوورث
تیدوورث (به انگلیسی: Tidworth) یک شهرک در بریتانیا است که در ویلتشر واقع شده‌است.

## خصوصیات
تیدوورث ۱۰٬۶۲۱ نفر جمعیت دارد.